# Zhao Lijian
Zhao Lijian, (cinese:赵立坚; (Luannan County, 10 novembre 1972), è un diplomatico e politico cinese, dal gennaio 2023 vicedirettore del Dipartimento per gli affari marittimi e di confine presso il Ministero degli Affari esteri della Cina.
Membro dal 1996 del Partito comunista cinese, è entrato a far parte del servizio estero nel 1996. Zhao è diventato noto per il suo uso esplicito di Twitter quando si trovava presso l'ambasciata della Cina in Pakistan dal 2015 al 2019 accusando, durante la crisi del coronavirus, gli Stati Uniti di essere dietro l'introduzione del coronavirus a Wuhan. Dal 2019 al 2023 è stato vicedirettore del Dipartimento dell'Informazione del Ministero degli Affari Esteri e 31° portavoce del Ministero. È stato descritto durante il suo mandato come un grintoso diplomatico, un "guerriero lupo".

## Biografia
Zhao Lijian è nato nella contea di Luannan, Tangshan, Hebei nel novembre 1972. Ha studiato alla scuola media n. 1 della contea di Luannan e si è laureato al Changsha Railway College (fuso per formare la Central South University) in lingue straniere.
Quando ha prestato servizio come primo segretario presso l'Ambasciata della Cina negli Stati Uniti, si è iscritto al Korea Development Institute da febbraio a dicembre 2005 e ha conseguito un master in politiche pubbliche.

## Carriera
Zhao è entrato a far parte del Dipartimento degli Affari Asiatici del Ministero degli Affari Esteri della Cina nel 1996. È stato trasferito all'estero come terzo segretario presso l'Ambasciata della Cina in Pakistan dal 2003 al 2009. Dal 2009 al 2013 è stato primo segretario presso l'Ambasciata della Cina negli Stati Uniti. Zhao è tornato a Pechino nel 2013 e sino al 2015 è stato primo segretario e direttore dell'ufficio presso il Dipartimento degli Affari Asiatici del Ministero degli Affari Esteri. Dal 2015 al 2019 è stato all'ambasciata della Cina in Pakistan a Islamabad dal 2015 al 2019.
Richiamato a Pechino nell'agosto 2019, ha ricoperto il ruolo di vicedirettore del Dipartimento dell'Informazione del Ministero degli Affari Esteri e portavoce del Ministero degli Affari Esteri sino al gennaio 2023. Zhao è stato poi trasferito al Dipartimento per gli affari marittimi e di confine del ministero, ricoprendo il ruolo di vicedirettore del dipartimento dal gennaio 2023. I media hanno riferito del suo trasferimento come parte del ripensamento della Cina sulla "diplomazia del guerriero lupo".

## Dichiarazioni e controversie

### L'uso di Twitter
Durante il suo secondo mandato presso l'ambasciata cinese in Pakistan dal 2015 al 2019, Zhao ha usato il nome "Muhammad Lijian Zhao" sul suo account Twitter ufficiale, ma ha abbandonato "Muhammad" nel 2017 dopo che ci sono state segnalazioni secondo cui la Cina aveva vietato diversi nomi islamici nello Xinjiang. Zhao è diventato noto per il suo frequente utilizzo di Twitter per criticare gli Stati Uniti, anche su argomenti come le relazioni razziali e la politica estera degli Stati Uniti in Medio Oriente.  Insieme alle sue dichiarazioni in conferenza stampa, ha stabilito una "lunga storia di affermazioni provocatorie".
Il Partito Comunista Cinese attribuisce un grande valore alla gestione delle informazioni e Zhao ha utilizzato conferenze stampa e Twitter per indirizzare le informazioni e raggiungere gli obiettivi strategici della Cina.  Sebbene fosse stato bandito in Cina nel 2009, Zhao si è unito a Twitter nel 2010, diventando uno dei primi diplomatici del governo cinese a utilizzare la piattaforma di social media.  Alla fine del 2020, Zhao aveva 780.000 follower, raggiungendo ulteriormente 1,9 milioni entro il 2023. Da quando è stato riassegnato al Dipartimento per gli affari marittimi e di confine nel gennaio 2023, Zhao ha postato molto meno frequentemente su Twitter.

### Borsa "razzista" di Washington

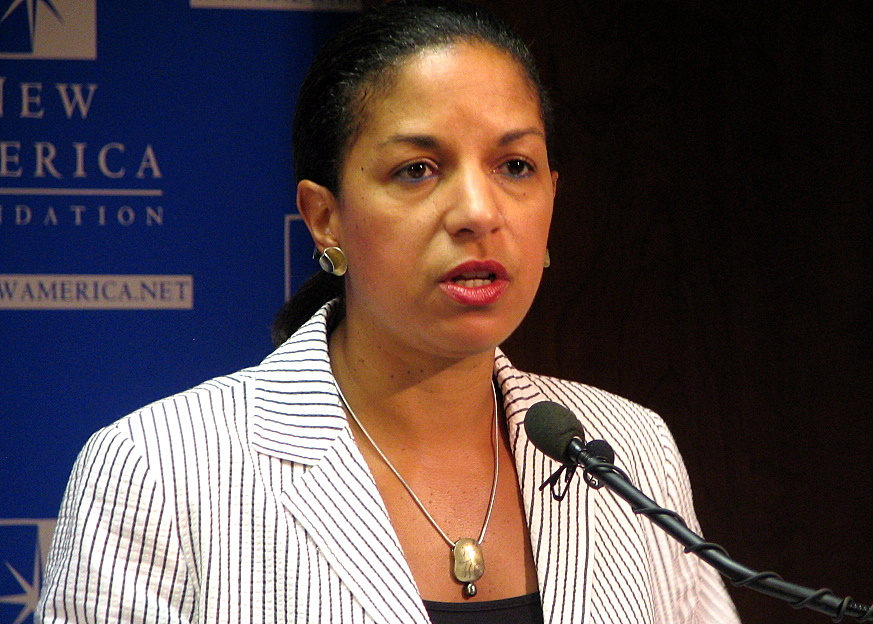
I tweet di Zhao sulla razza a Washington, D.C. sono stati direttamente contestati dall'ex consigliere per la sicurezza nazionale, Susan Rice

Nel 2019 Zhao ha twittato: "Se sei a Washington, sai che i bianchi non vanno mai nell'area SW, perché è un'area per neri e latini. C'è un detto 'black in & white out'", al che Susan Rice, consigliere per la sicurezza nazionale di Barack Obama, ha risposto: "Sei una vergogna razzista. E anche incredibilmente ignorante". Zhao ha replicato, definendo in un tweet la Rice "una vergogna" e "incredibilmente ignorante" e la sua accusa di razzismo "vergognosa e disgustosa". Sebbene Zhao abbia difeso i tweet, li ha poi cancellati. La disputa fece comunque crescere il suo profilo a Pechino.

### COVID-19 e teorie del complotto
Il 5 marzo 2020, Zhao ha tenuto una conferenza stampa a Pechino e ha risposto alla richiesta di un conduttore televisivo americano sui cinesi che avrebbero dovuto  "scusarsi formalmente" per la nuova pandemia di coronavirus. Zhao ha dichiarato: "L'annuncio è assurdo e ridicolo, il che espone pienamente la sua arroganza, pregiudizio e ignoranza della Cina... L'epidemia di influenza H1N1 negli Stati Uniti nel 2009 si è diffusa in 214 paesi e regioni e ha ucciso almeno 18.449 persone quell'anno. Qualcuno ha chiesto agli Stati Uniti di scusarsi?". Ha continuato dicendo che "non è stata ancora raggiunta alcuna conclusione sull'origine del virus, poiché il lavoro di tracciamento pertinente è ancora in corso".  Da qui Zhao si è rivolto a Twitter.
Il 9 marzo ha condannato il segretario di Stato americano Mike Pompeo per aver usato il termine "virus di Wuhan". Zhao ha ritwittato affermando che gli americani accusavano i repubblicani di razzismo e xenofobia. Il 12 marzo Zhao, senza chiedere il permesso ai suoi superiori, sembrava promuovere una teoria del complotto secondo cui l'esercito degli Stati Uniti avrebbe potuto portare il nuovo coronavirus in Cina, twittando prima in inglese e separatamente in cinese:
L'accusa era apparentemente collegata alla partecipazione degli Stati Uniti ai Giochi mondiali militari del 2019 tenutisi a Wuhan in ottobre, due mesi prima di qualsiasi focolaio segnalato.   Zhao ha accompagnato il suo post con un video di Robert Redfield, direttore dei Centri statunitensi per il controllo e la prevenzione delle malattie, che si rivolge a una commissione del Congresso degli Stati Uniti l'11 marzo. Redfield aveva detto che alcuni americani che erano apparentemente morti di influenza in seguito risultarono positivi al nuovo coronavirus.  Redfield non disse quando quelle persone erano morte o in quale periodo di tempo.  Zhao ha anche collegato un articolo del "Centre for Research on Globalization" che BuzzFeed News ha affermato essere parte di "uno stuolo di disinformazione sul coronavirus... riportato dal Global Times, che ha affermato che il virus è iniziato alla fine di novembre in un luogo diverso da Wuhan".  Il Dipartimento di Stato degli Stati Uniti convocò l'ambasciatore cinese Cui Tiankai il 13 marzo per protestare contro i commenti di Zhao.
Durante un'intervista a Axios su HBO, Cui Tiankai ha preso le distanze dai commenti di Zhao e ha affermato che speculare sull'origine del virus è "dannoso". Nell'aprile 2020, Zhao ha difeso i suoi tweet, affermando che i suoi post erano "una reazione ad alcuni politici statunitensi che stigmatizzavano la Cina qualche tempo fa". Nel luglio 2021, Zhao ha commentato che il piano dello studio di 2ª fase dell'OMS era "in contrasto con la posizione della Cina" e di altri paesi, aggiungendo: "Perché lo studio delle origini non può essere condotto negli Stati Uniti proprio come in Cina?".  Secondo quanto riferito, le azioni e i comportamenti di Zhao hanno creato divisioni all'interno del Ministero degli Esteri, con molti che lo sostenevano mentre altri si opponevano.
L'11 agosto 2021, Zhao Lijian ha pubblicato un tweet a sostegno della teoria del complotto cinese secondo cui il virus SARS-CoV-2 è stato sviluppato dall'esercito degli Stati Uniti a Fort Detrick.

### Trattamento degli uiguri
A seguito della fuga di notizie sui China Cables tramite il New York Times, il governo cinese è stato oggetto di critiche da parte dei media occidentali per il trattamento riservato agli uiguri nei campi di internamento dello Xinjiang (dal 2017) come metodi per affrontare il terrorismo islamico nello Xinjiang, guidato dal Partito islamico del Turkistan. Zhao ha usato le dichiarazioni dei media e Twitter per difendere il trattamento di Pechino nei confronti del gruppo di minoranza. L'Associated Press ha affermato che le autorità cinesi stavano usando il controllo forzato delle nascite tra gli uiguri, incoraggiando al contempo le famiglie più numerose di cinesi Han. Zhao ha respinto le conclusioni dell'AP come "infondate" e ha parlato di  "secondi fini". Ha ripreso l'attenzione sui media, accusandoli di "inventare false informazioni su questioni relative allo Xinjiang".
Nel novembre 2020, Papa Francesco ha inserito la minoranza uigura in Cina nell'elenco dei popoli perseguitati nel mondo. Zhao ha replicato che le parole del Papa non avevano "alcuna base fattuale".  Nel gennaio 2021, Zhao ha risposto alle domande su un genocidio uiguro durante una conferenza stampa affermando: "La Cina non ha genocidio; La Cina non ha genocidio; La Cina non ha genocidio, punto".

## Vita privata
Zhao è sposato con Tang Tianru.  Secondo i rapporti, Tang si è recata in Germania quando la Cina era sottoposta a rigide restrizioni di viaggio, scatenando un'indignazione sui social media. Nel dicembre 2022, Tang ha pubblicato che Zhao era positivo al COVID-19, ma non era in grado di ottenere farmaci.